# Fender Japan
A Fender Japan az amerikai Fender hangszercég Japánban székelő leányvállalata, mely az eredeti amerikai hangszereknél olcsóbban állítja elő azokat, hasonló minőségben.
A Fender Japan hivatalosan 1982 márciusában indult két kis helyi vállalkozás összefogásával, akik a rendelésekért és a szállítmányozásért feleltek. A két vállalkozás a Yamano Gakki (a Gakki japánul hangszercéget jelent), valamint a Kanda Shokai. Ez a két cég nem gyártott saját hangszereket, helyette olcsóbb japán cégek termékeit vásárolták fel, és adták tovább. Azok a japán cégek, amelyek végül a Fender Japan termékeit gyártották, a FujiGen Gakki, Tōkai és a Dyna Gakki voltak.

## Külső hivatkozások
- Hivatalos honlap